# Cytheropteron
Cytheropteron är ett släkte av kräftdjur som beskrevs av Georg Ossian Sars 1866. Cytheropteron ingår i familjen Cytheruridae.

## Dottertaxa tillCytheropteron, i alfabetisk ordning[1][2]
- Cytheropteron alatum
- Cytheropteron angulatum
- Cytheropteron arcticum
- Cytheropteron arcuatum
- Cytheropteron bijuduvali
- Cytheropteron brokenoarense
- Cytheropteron bronwynae
- Cytheropteron carolae
- Cytheropteron champlainum
- Cytheropteron chichagofense
- Cytheropteron clathratum
- Cytheropteron crassipinnatum
- Cytheropteron crassispinatum
- Cytheropteron depressum
- Cytheropteron dimlingtonense
- Cytheropteron discoveria
- Cytheropteron dominicanum
- Cytheropteron dorsocostatum
- Cytheropteron drybayense
- Cytheropteron eicheri
- Cytheropteron elaeni
- Cytheropteron ensenadense
- Cytheropteron eremitum
- Cytheropteron foresteri
- Cytheropteron frigidum
- Cytheropteron guraboense
- Cytheropteron hamatum
- Cytheropteron haydenense
- Cytheropteron hopkinsi
- Cytheropteron howei
- Cytheropteron humile
- Cytheropteron inflatum
- Cytheropteron inornatum
- Cytheropteron latissimum
- Cytheropteron lituyaense
- Cytheropteron lordi
- Cytheropteron midtimberense
- Cytheropteron montrosiense
- Cytheropteron morgani
- Cytheropteron nealei
- Cytheropteron newportense
- Cytheropteron nodosalatum
- Cytheropteron nodosum
- Cytheropteron pacificum
- Cytheropteron palton
- Cytheropteron paralatissimum
- Cytheropteron pararcticum
- Cytheropteron pseudomontrosiense
- Cytheropteron punctatum
- Cytheropteron pyramidale
- Cytheropteron squirei
- Cytheropteron subcircinatum
- Cytheropteron suzdalskyi
- Cytheropteron talquinense
- Cytheropteron testudo
- Cytheropteron tsugaruense
- Cytheropteron tumulosimile
- Cytheropteron vernritchiense
- Cytheropteron vespertilio
- Cytheropteron yajimae
- Cytheropteron yakutatense
- Cytheropteron yorktownense